# Sogubrot
Sögubrot af Nokkrum é um texto fragmentário islandês  lidando acerca de alguns reis legendários de suecos e dinamarqueses. Aparentemente baseou-se na Saga dos Escildingos (perdida em sua forma original). Contém uma descrição bastante detalhada da batalha de Bråvalla, e alguns dos feitos do herói Estarcatero.